# Casa Museu Joan Abelló
La Casa Museu Joan Abelló, també coneguda com la Casa del Pintor, és un dels equipaments que conforma la Fundació Joan Abelló, juntament amb el Museu Abelló, el Centre de Documentació i el Taller de l'artista. L'edifici és la casa on va néixer el pintor, i recull la gran col·lecció d'art que Abelló va replegar al llarg de la seva vida. Destaca especialment la presència d'art d'estil modernista, peces excepcionals d'art oriental, d'art africà, així com obres d'artistes reconeguts com Joaquim Mir, Manolo Hugué, Marià Pidelaserra, entre d'altres. Va obrir les portes al públic el 2002 i està situada molt a prop del Museu Abelló a Mollet del Vallès.

## Història
Joan Abelló i Prat (1922-2008), va ser un pintor i col·leccionista apassionat català. Va néixer a Mollet del Vallès i al llarg de la seva vida, es va dedicar a aplegar a casa seva, milers de peces, obres d'art i objectes de tota mena. L'edifici, que amb els anys es va ampliar annexant els habitatges veïns, és avui la Casa del Pintor i està formada per un total d'onze cases que ell va comprar per tal de poder allotjar la seva extensa col·lecció. Al 1996, l'artista va donar gran part de la col·lecció a la ciutat de Mollet: unes cinc mil peces d'art, un centre important de documentació i la mateixa Casa del Pintor. Arran d'aquesta primera donació, l'any 1999 es va inaugurar el Museu Abelló i uns anys més tard, el 2002 es va inaugurar la Casa del Pintor. El 2006, Abelló fa una segona donació de 5000 peces més i el Taller de l'artista, de manera que la Fundació Municipal Joan Abelló, gestiona un fons de més de deu mil peces d'art, repartides entre el Museu, la Casa del Pintor, el Centre de Documentació i el Taller de l'Artista.

## Col·lecció
La Casa del Pintor, no és la típica casa-museu, va molt més enllà i trasllada el visitant a la vida bohèmia i culta de Joan Abelló. És una obra d'art en si mateixa, un laberint organitzat que ens mostra la immensa col·lecció de l'artista molletà.
Hi ha al voltant de deu mil objectes registrats al fons del museu amb col·leccions molt diverses i de diferents èpoques, on hi ha col·leccions d'art, de vidre, de ceràmica, de retrats, de joguines antigues, d'escultures, de pintura de diversos artistes, així com del mateix Abelló, col·leccions d'art negre, d'art oriental, d'estil modernista, etc. Dalí, Picasso, Sorolla, Joaquim Mir, Manolo Hugué o Marià Pidelaserra, són alguns dels artistes que formen part de l'extensa col·lecció. La casa té tot un itinerari per diferents sales, pisos i escales, on s'organitza la gran col·lecció per estil, temàtica o artistes.

### Sala Abelló-Dalí
Joan Abelló va tenir una molt estreta relació amb el pintor Salvador Dalí (1904-1989), a qui van dedicar una sala en la Casa del Pintor, on es troba una selecció d'elements del fons Dalí, com una vaixella dissenyada per ell, així com fotografies dels dos pintors. La sala Abelló-Dalí està coronada per una pintura mural al sostre realitzada per Abelló com un homenatge a l'artista empordanès, que el pintor va portar a terme l'any que va morir Dalí. Cal recalcar que, la Fundació Abelló és en l'actualitat un centre de referència del Dalí escriptor, arran de l'estreta relació que va mantenir amb Abelló, es conserven un gran volum de manuscrits, documents, objectes i dedicatòries del mateix Dalí.

### Sala Joaquim Mir
Un altre de les sales que conformen la Casa del Pintor, és la sala dedicada a l'artista català Joaquim Mir, on es pot veure alguns dels dibuixos del que Abelló considerava el seu primer mestre, tot i no haver-hi coincidit en el temps, Mir va influenciar força en Abelló sobretot en la seva primera etapa. La sala recull també objectes i fotografies de l'artista, així com pintures a l'oli. En aquesta sala es troba també una vitrina amb peces decoratives d'estil modernista, protagonitzada per la representació de dones, així com també cartells de Ramon Casas amb el mateix tema femení predominant. Algunes de les peces exposades són de noms destacats com Louis Majorelle, els germans Daum o la col·lecció de metalls de Brittania, entre d'altres, que conformen una col·lecció molt especial d'elements de petit format d'Art Nouveau.

### Arts del món
A la Casa del Pintor trobem també sales dedicades a peces d'art xinès, japonès, de l'Índia, de Pèrsia, del Marroc, d'Egipte i altres indrets, que Abelló va obtenir a través dels seus viatges o per la compra d'altres col·leccions. En aquesta sala, a l'igual que en tota la casa, es va intentar mantenir el mateix ordre que tenia el col·leccionista, per reflectir així la típica organització de col·leccionistes. Conté una diversitat de peces, màscares mortuòries, porcellana xinesa, estampes japoneses, etc.

### Sala Retrats
La Sala de Retrats, aplega tota una col·lecció de més de dos cents artistes, que van realitzar un retrat de Joan Abelló, principalment en pintura, però també trobem escultures, dibuixos i fotografies. Són resultats d'encàrrecs fets pel mateix Abelló, així com regals que amics artistes van fer sobre el mestre. És una sala molt interessant que registra diferents etapes de la vida del pintor molletà i que ofereix també tot un recorregut per les diferents tècniques i estils artístics del segle xx. A la Casa del Pintor estan exposats els retrats que li van realitzar artistes destacats com Josep Guinovart, Modest Cuixart, Subirachs o Castellsagués, entre d'altres. Dalí, Picasso i Tàpies també el van retratar, però les seves obres es troben a l'Exposició Permanent del Museu Abelló. A la Sala de retrats, hi ha exposada també una peça molt singular com és l'escultura de l'Autòmata-Arlequí, una obra feta pel mateix Abelló, on representa un dels personatges més recurrents en la seva trajectòria artística.

## Galeria d'algunes sales

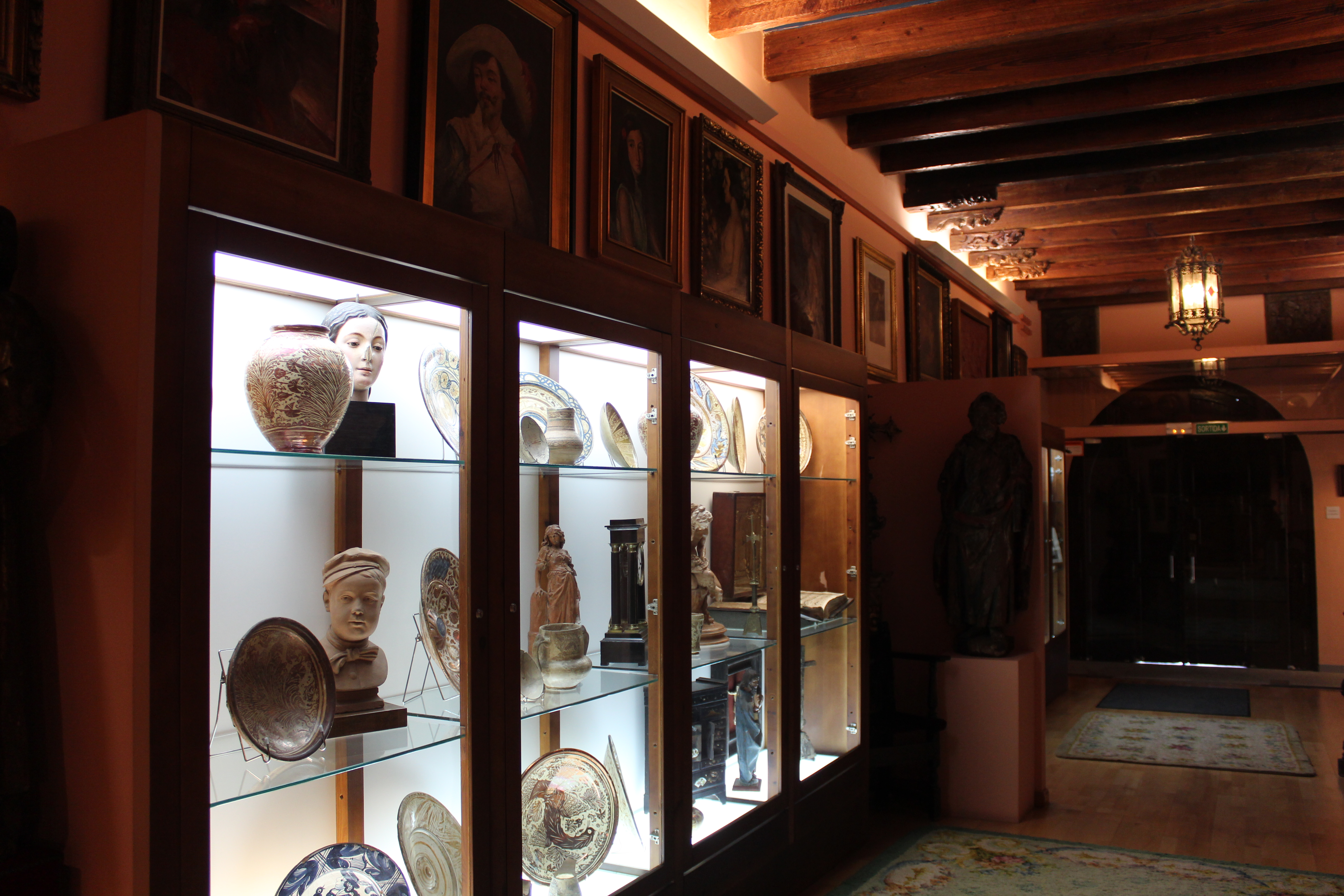
Passadís d'entrada a la casa
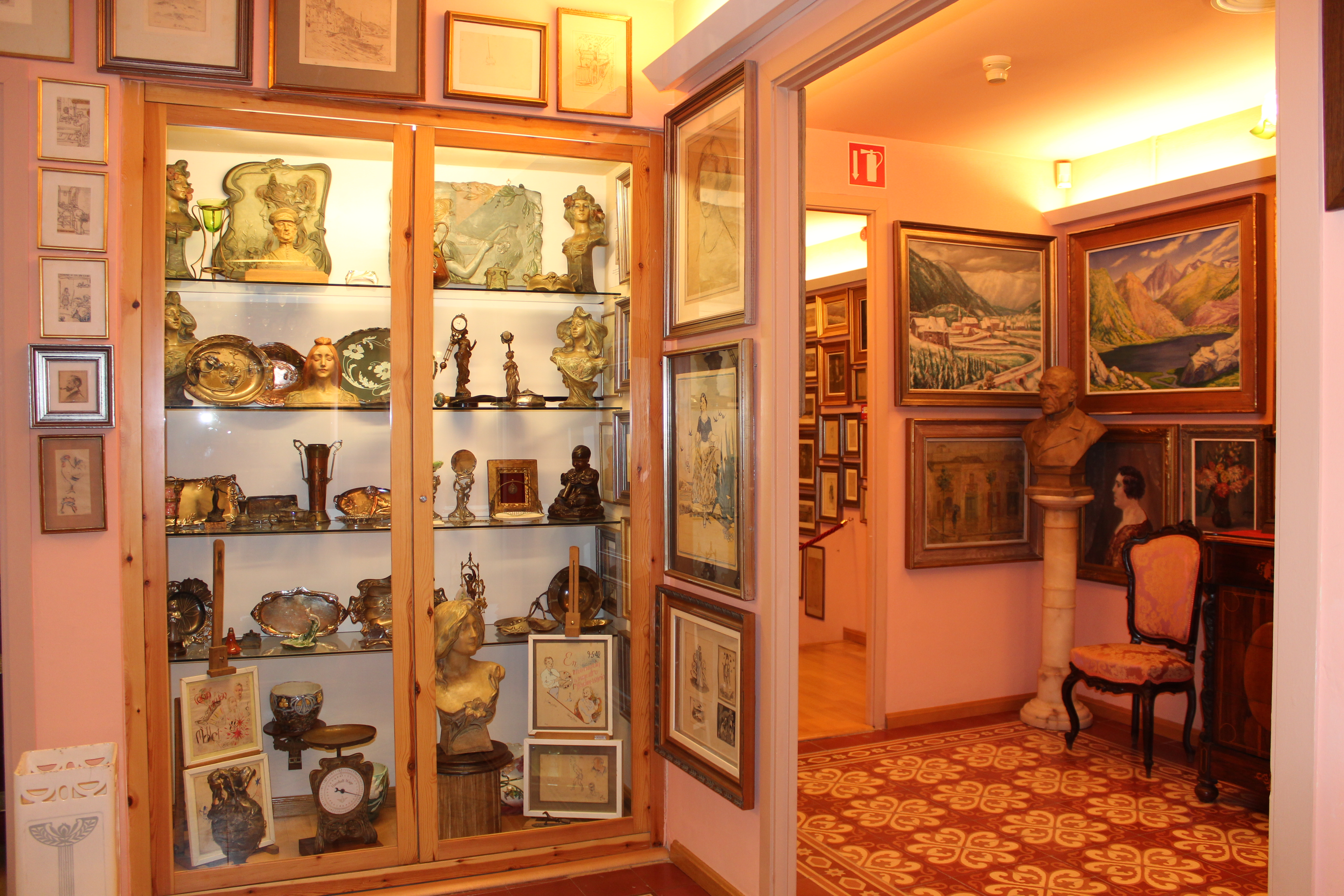
Vitrina Modernista (esquerra) i Habitació Pidelaserra (dreta).
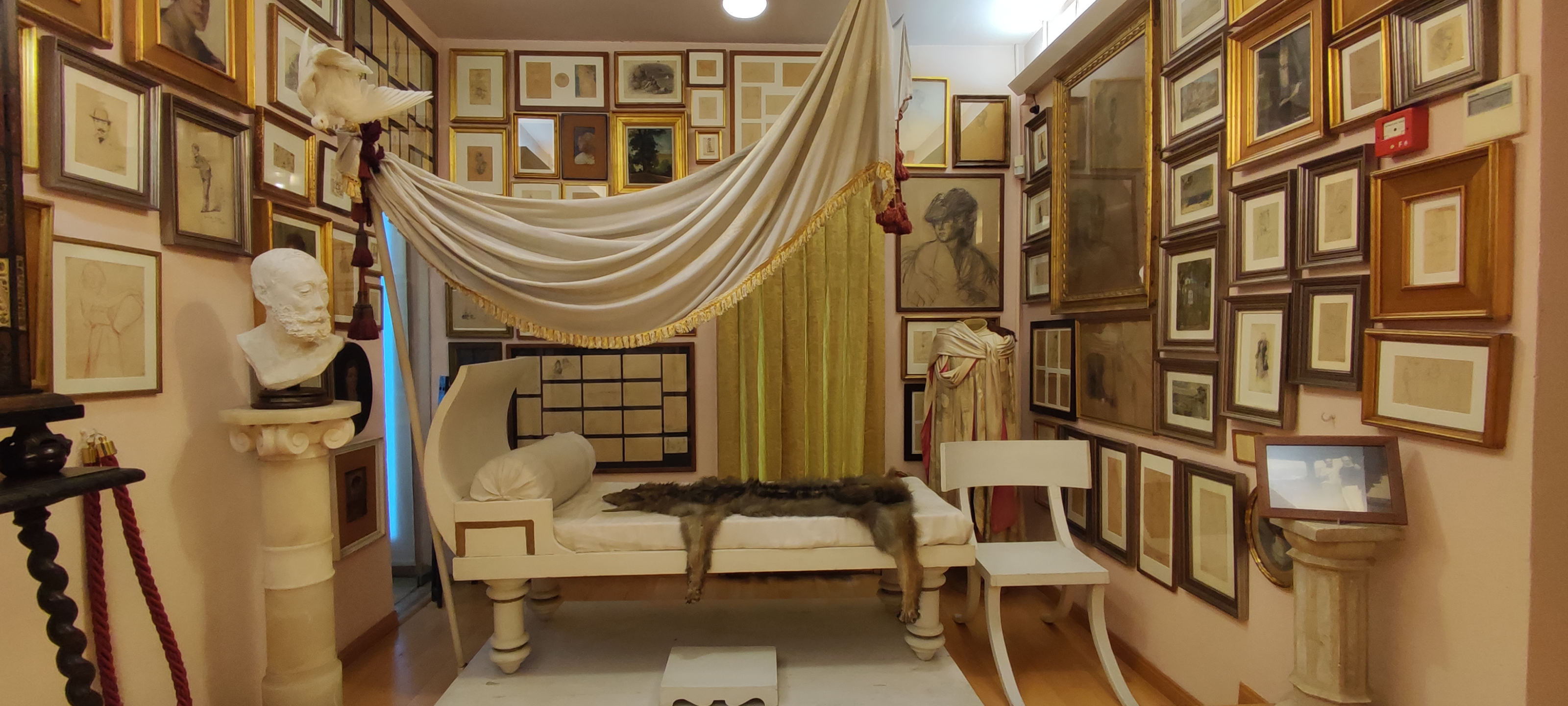
Sala Pellicer. Dedicada a l'artista i col·leccionista Carles Pellicer, on es recull algunes obres d'ell i objectes de la seva col·lecció.
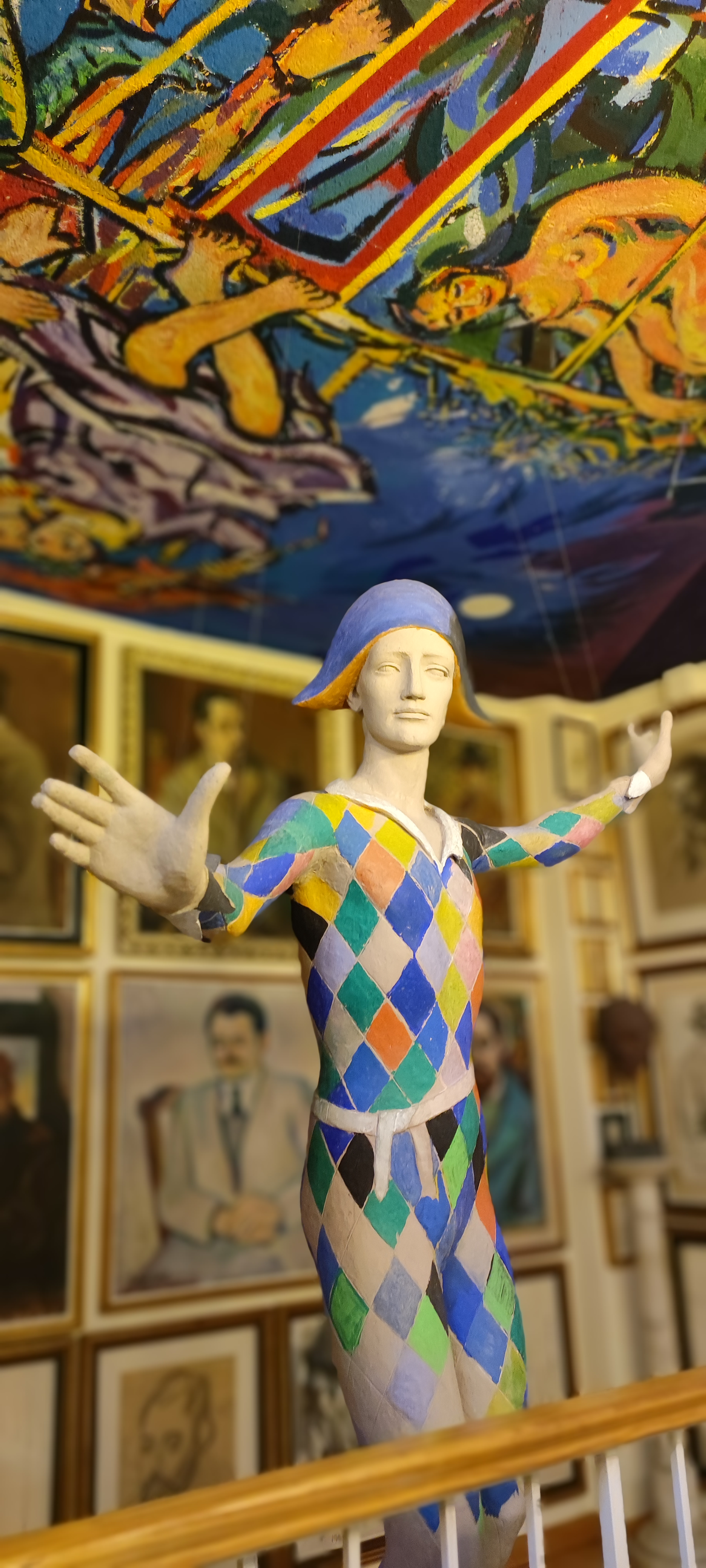
L'Autòmata Arlequí de Joan Abelló a la Sala Retrats.
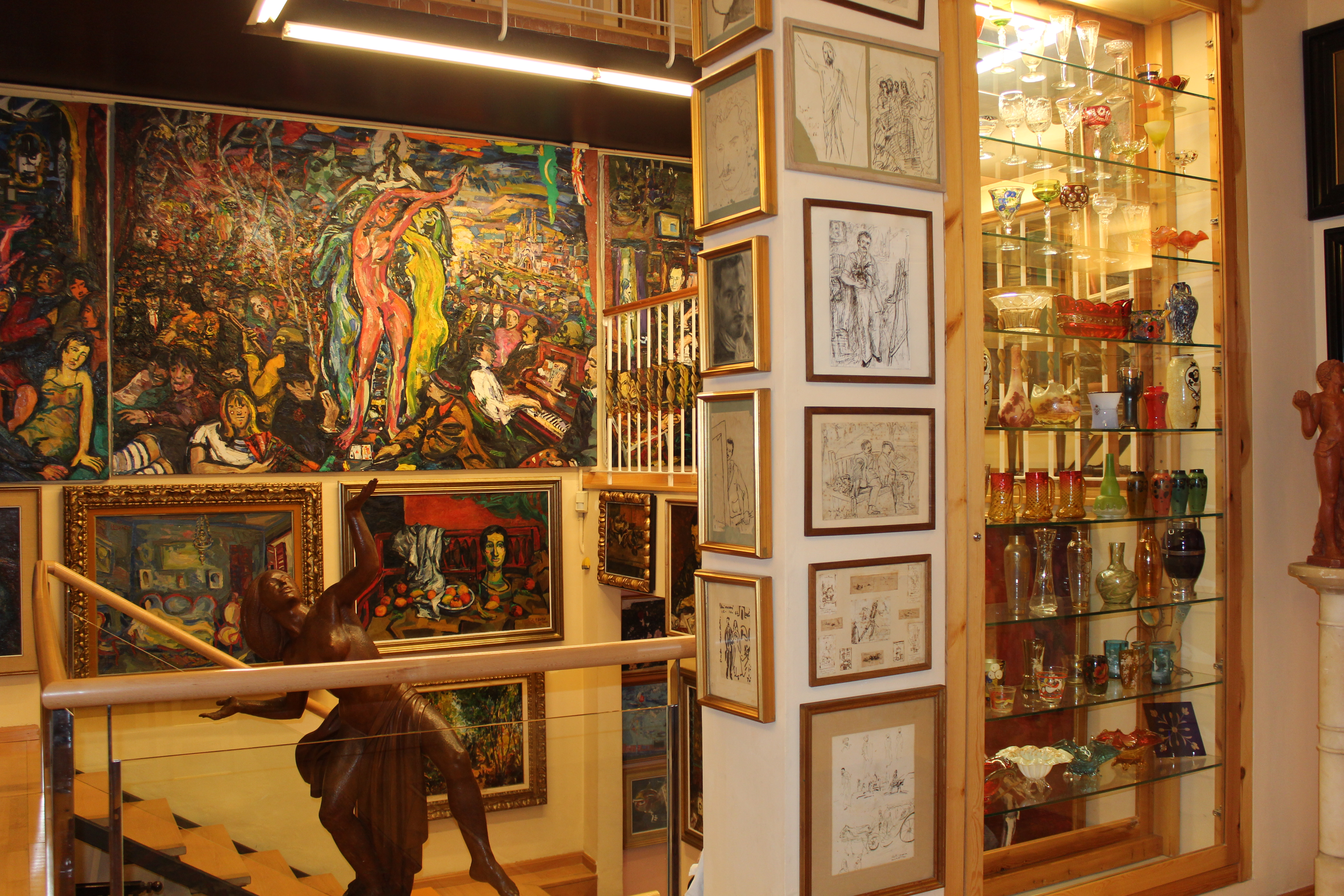
Sala Lluerna, on es recull principalment obres de la primera època de Joan Abelló.
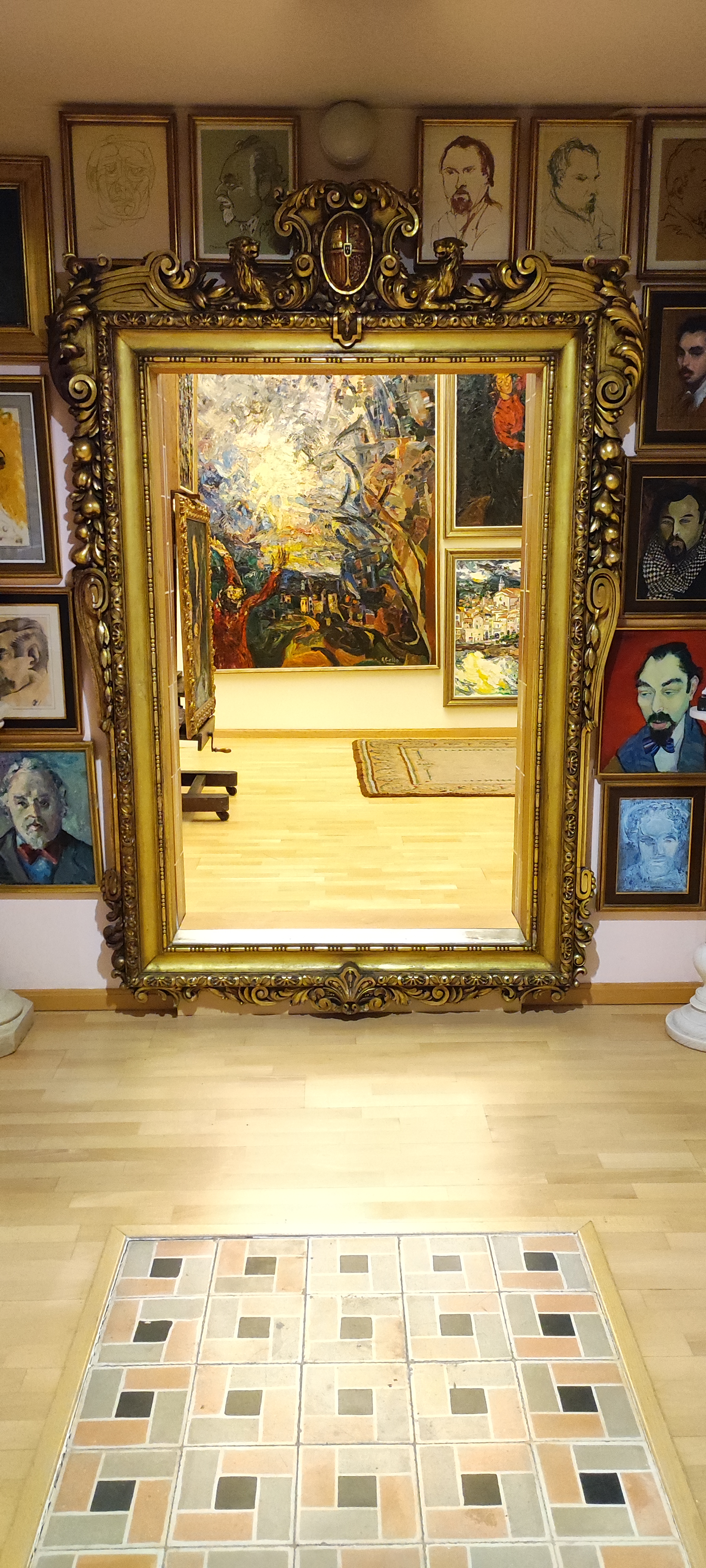
Gran marc d'entrada entre la Sala Pastels i la Sala Abelló-Dalí.